# Ivanovice na Hané (nádraží)
Ivanovice na Hané jsou železniční stanice v severozápadní části stejnojmenného města v okrese Vyškov v Jihomoravském kraji nedaleko řeky Haná. Leží na jednokolejné elektrizované trati Brno–Přerov (25 kV 50 Hz AC). V těsné blízkosti stanice se nachází též městské autobusové nádraží.

## Historie
Stanice byla vybudována jakožto součást Moravsko-slezské severní dráhy (sesterská společnost Severní dráhy císaře Ferdinanda KFNB) spojující Brno a Přerov, kde se trať napojovala na existující železnici do Ostravy a Krakova. Autorem typizované podoby rozsáhlé stanice byl pravděpodobně architekt Theodor Hoffmann. Pravidelný provoz mezi Brnem a Přerovem byl zahájen 30. srpna 1869. Po zestátnění KFNB k 1. lednu 19806 pak obsluhovala stanici jedna společnost, Císařsko-královské státní dráhy (kkStB), po roce 1918 pak správu přebraly Československé státní dráhy.
Elektrizace trati byla provedena v letech 1994–1996.

## Popis
Nachází se zde dvě hranová nekrytá nástupiště, k příchodu k vlakům slouží přechody přes kolejiště. V dlouhodobém horizontu je počítáno s modernizací trati na rychlost až 200 km/h jakožto součást vysokorychlostního železničního koridoru Praha – Brno – Ostrava, jeho plánované dokončení se předpokládá okolo roku 2040.

## Výpravní budova
Při výstavbě Moravsko-slezské severní dráhy byly použity typové projekty výpravních budov ve všech stanicích. V Ivanovicích jde o střední variantu pocházející z projekční kanceláře KFNB pod vedením architekta Theodora Hoffmanna. Výpravna byla postavena v romantizujícím slohu na protáhlém pětidílném půdorysu. Střední patrová část měla krajní rizality s navazujícími trakty s kolmě zakončenými přízemními křídly. Budova byla krytá valbovou střechou ve střední části, podélný trakt a křídla měly sedlovou střechu. Budova byla zdobena gotizujícími prvky, které byly při opravách v šedesátých a sedmdesátých letech 20. století odstraněny.